# مطار هروندا
مطار هروندا (بالبيلاروسية؛ Аэрапорт Гродна): (إياتا: GNA، إيكاو: UMMG) هو مطار يقع في غرودنو، روسيا البيضاء.

## وصلات خارجية
- مطار هروندا على موقع ourairports.com database